# Інститут дослідження лісу (Деградун)
Інститут дослідження лісу (англ. Forest Research Institute, FRI) — науково-дослідницький та навчальний інститут у місті Деградун індійського штату Уттаракханд. Він був заснований у 1906 році та є найстарішим в Індії інститутом подібного профілю. Інститут займає площу 4,5 км² у підніжжях Гімалаїв. Будівлі збудовані у класичному стилі. На його території містяться дослідницькі лабораторії, бібліотека, гербарій, ботанічний сад, видавництво та відкриті експериментальні ділянки. Музеї інституту дуже популярні серед туристів. У навчальній частині інституту проходять підготовку майбутні працівники Індійської лісової служби.
1. ↑  Саттон К., Субер П. Society Open Access Research (SOAR) Catalog — 2007.